# Pyrrha
Pyrrha byla v řecké mytologii dcerou Titána Epiméthea a jeho manželky Pandóry.
Jejím manželem byl Deukalión, Prométheův syn, a s ním se stala Pyrrha pramáti nového pokolení lidí a spolu stanuli na počátku nového lidského rodu, když nejvyšší bůh Zeus se rozhodl vyhubit lidstvo pro jeho hříchy.
Udělal to jednou již dříve, hned na začátku vlády olympských bohů proto, že lidé byli slabí a nerozumní. Poté Titán Prométheus přinesl lidem oheň a naučil je pracovat a vzdělávat se. Lidé se však nepoučili, cítili se tak mocní a chytří, že přestali uctívat své bohy. Tehdy Diovi došla znovu trpělivost a seslal na zemi druhou potopu, která měla vyhubit veškeré lidstvo.
Prométheus tomu nemohl zabránit, ale varoval svého syna Deukalióna a jeho manželku Pyrrhu. Na jeho radu Deukalión postavil velkou archu, naložil zásoby jídla a s Pyrrhou do archy vstoupil. Mohutné přívaly vody ničily zemi devět dní a nocí, potom ustaly a voda začala opadávat. Archa se zachytila na vrcholku hory Parnasu.
Ze všech lidí jenom Deukalión a Pyrrha byli zachráněni, ale po obětech bohům hned prosili, aby se Zeus slitoval a dovolil obnovit vyhubené lidstvo. Zeus ocenil jejich zbožnost, poslal k nim bohyni Thetis, která jim poradila: „Zahalte si hlavy a házejte za sebe kosti své matky.“ Po počáteční bezradnosti nad těmito slovy brzy pochopili, že jejich matkou je míněna Země a jejími kostmi jsou kameny. Tak za sebe házeli kameny a z těch, které vrhl Deukalión, povstali noví muži, které hodila Pyrrha, změnily
se v ženy.
Novější pověsti uvádějí, že takto vznikl národ Helénů, tedy Řeků.